# Holtum-Marsch
Holtum-Marsch ist ein Ortsteil der Gemeinde Blender in der niedersächsischen Samtgemeinde Thedinghausen im Landkreis Verden. Der Ort liegt 2,5 km südwestlich vom Kernort Blender. Durch Holtum-Marsch verläuft die Landesstraße L 202.
Die Gemeinde Holtum-Marsch wurde zusammen mit der Gemeinde Amedorf/Ritzenbergen im Jahr 1968 in die damalige Gemeinde Blender eingegliedert.